# Tscheischhorn
Das Tscheischhorn ⓘ (möglicherweise aus dem lateinischen circinus für ‚Kreis‘, als Flurname auch ‚Felsband‘ oder ‚Grasband‘) ist ein Berg bei Avers, westlich von Bergalga und östlich des Val Madris im Kanton Graubünden in der Schweiz mit einer Höhe von 3019 m ü. M. Der Gipfel bietet eine schöne Aussicht in die umliegenden Täler und auf den Gipfelkranz der Averser Berge.

## Lage und Umgebung
Das Tscheischhorn ist der höchste Gipfel und Namensgeber der Tscheischhorn-Kette, einer Untergruppe der Oberhalbsteiner Alpen. Über den Gipfel verläuft die Gemeindegrenze zwischen Avers und Bregaglia. Das Tscheischhorn wird im Osten durch die Bergalga und im Westen durch die Val Madris, zwei Nebentäler des Averstals, eingefasst. Im Nordwesten des Gipfels liegt die Pürder Furgga (2758 m), im Süden der Saentapass (2798 m). Westlich unter dem Gipfel des Tscheischhorns befand sich früher ein Firnfeld, heute füllen Schutthalden und Felsbänder die Mulde.
Zu den Nachbargipfeln gehören im Norden der Cima di Camutsch (2903 m), das Chlin Hüreli (2797 m) und das Grosshorn (2780 m), im Osten das Wengahorn (2848 m) und die Grauhörner (3011 m), im Südosten der Piz Piot (3052 m) und das Gletscherhorn (3106 m), im Süden der Wissberg (2979 m), im Südwesten der Pizz Gallagiun (3107 m), die Cima da Lägh (3082 m) und der Piz Bles (3044 m) und im Westen das Schwarzseehorn (2862 m), die Russa (2726 m) und das Schiahorn (2637 m).
Der am weitesten entfernte sichtbare Punkt (44° 8′ 37,1″ N, 7° 30′ 22″ O) ist der Südgipfel der Rocca dell'Abisso (2750 m s.l.m.) östlich des Colle di Tenda auf der Landesgrenze zwischen Italien (Gemeinde Limone Piemonte in der Provinz Cuneo, Region Piemont) und Frankreich (Gemeinde Tende im Département Alpes-Maritimes in der Region Provence-Alpes-Côte d’Azur). Die Rocca dell'Abisso befindet sich 299 km entfernt in südwestlicher Richtung des Tscheischhorns.
Talorte und häufige Ausgangspunkte sind Juppa und Cröt.

## Routen zum Gipfel
Ausser dem Hauptgipfel lassen sich zwei weitere Gipfel erkennen: Auf dem Südgipfel (2981 m) enden meistens die Skitouren; bereits dieser Gipfel ist sehr lohnend. Im Nordgipfel (2969 m), der kaum bestiegen wird, gabelt sich der Grat. Der sägeförmige Nordostgrat, der in den Weiden von Vorder Bergalga ausläuft und von Avers her eindrücklich aussieht, ist in vernünftiger Zeit kaum begehbar. Der Nordwestgrat setzt sich über die Pürder Furgga zum Grosshorn fort.

### Sommerrouten

#### Durch die Ostflanke
- Ausgangspunkt: Juppa (1980 m)
- Via: Vorder Bergalga (1993 m), Höjabüel (2744 m), Südgipfel (2981 m), Südgrat
- Schwierigkeit: EB
- Zeitaufwand: 3 Stunden

#### Über den ganzen Südgrat
- Ausgangspunkt: Saentapass (2797 m)
- Via: Südgrat
- Schwierigkeit: BG-
- Zeitaufwand: 1 Stunde
- Bemerkung: Einzig die Schichtstufen in Passnähe erfordern einige Kletterei (II).

#### Durch die Westflanke
Die Begehbarkeit der Route hängt von den Verhältnissen in der Flanke ab. Das einstige Firnfeld ist verschwunden, und nun bedeckt im Sommer Schieferschutt den Hang. Günstiger Firn im Frühsommer erleichtert die Begehung.
- Ausgangspunkt: Pürt (1921 m) oder Stettli (1800 m)
- Via: Pürder Furgga (2758 m)
- Schwierigkeit: L
- Zeitaufwand: 3¼ Stunden von Pürt oder 4¼ Stunden von Stettli (3¼ von der Staumauer Preda)
- Bemerkung: Erstbegehung durch Ludwig Darmstädter mit Georg und Johann Niederwieser (Stabeler), 21. Juni 1894.

### Winterrouten

#### Von Pürt
Kann nur bei sicheren Schneeverhältnissen unternommen werden (zur Prüder Furgga 30° auf 150 Hm, der Gipfelhang 35° auf 200 Hm)
- Ausgangspunkt: Pürt (1921 m)
- Via: Pürder Alpa (2180 m), P.2203, Pürder Furgga (2759 m), westlich des Nordgipfels (2969 m)
- Expositionen: N, E, W
- Schwierigkeit: ZS-
- Zeitaufwand: 4 Stunden

#### Von Juppa
- Ausgangspunkt: Juppa (1980 m)

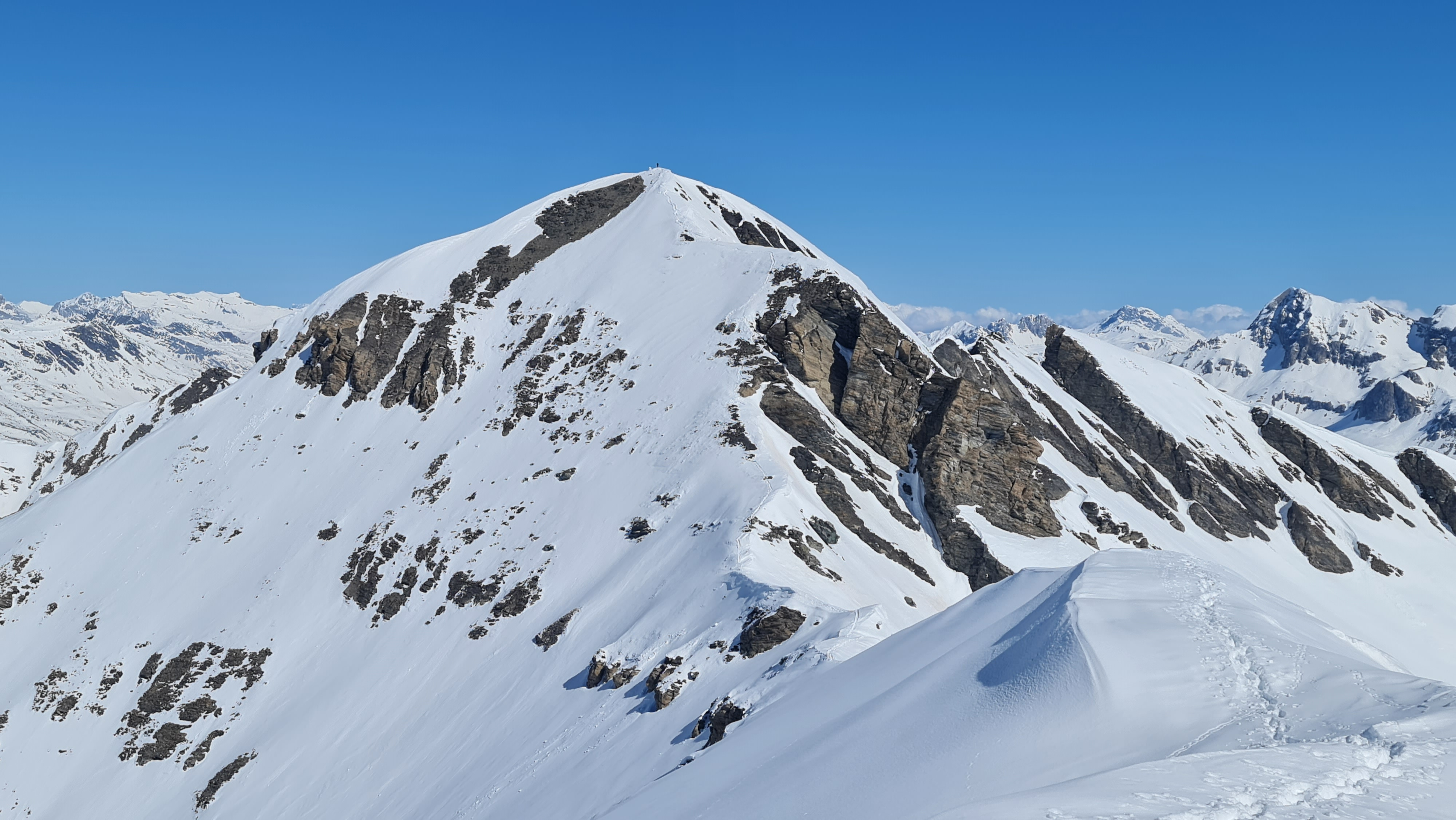
Hauptgipfel, aufgenommen vom Südgipfel

- Via: P.2029, Fürgabärg, Höjabüel (2744 m), Südgipfel (2981 m), Südgrat
- Expositionen: NE
- Schwierigkeit: WS
- Zeitaufwand: 3½ Stunden
- Bemerkung: Meistens wird nur der Südgipfel (2981 m) besucht

## Galerie

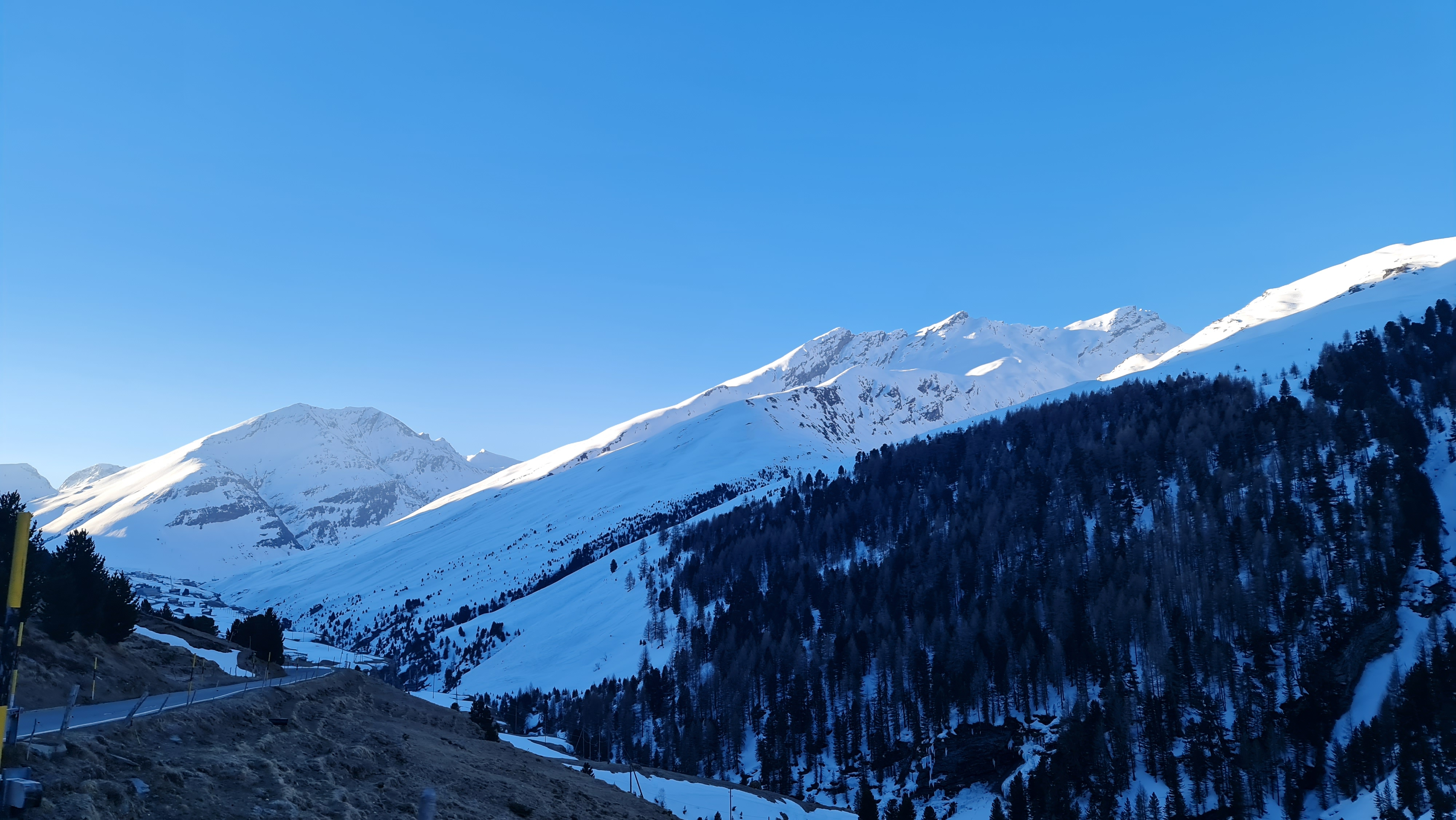
Der sägeförmige Nordostgrat des Tscheischhorns zieht sich von der Bildmitte nach rechts zum Nordgipfel. Der Hauptgipfel befindet sich rechts davon, knapp über dem Grat.
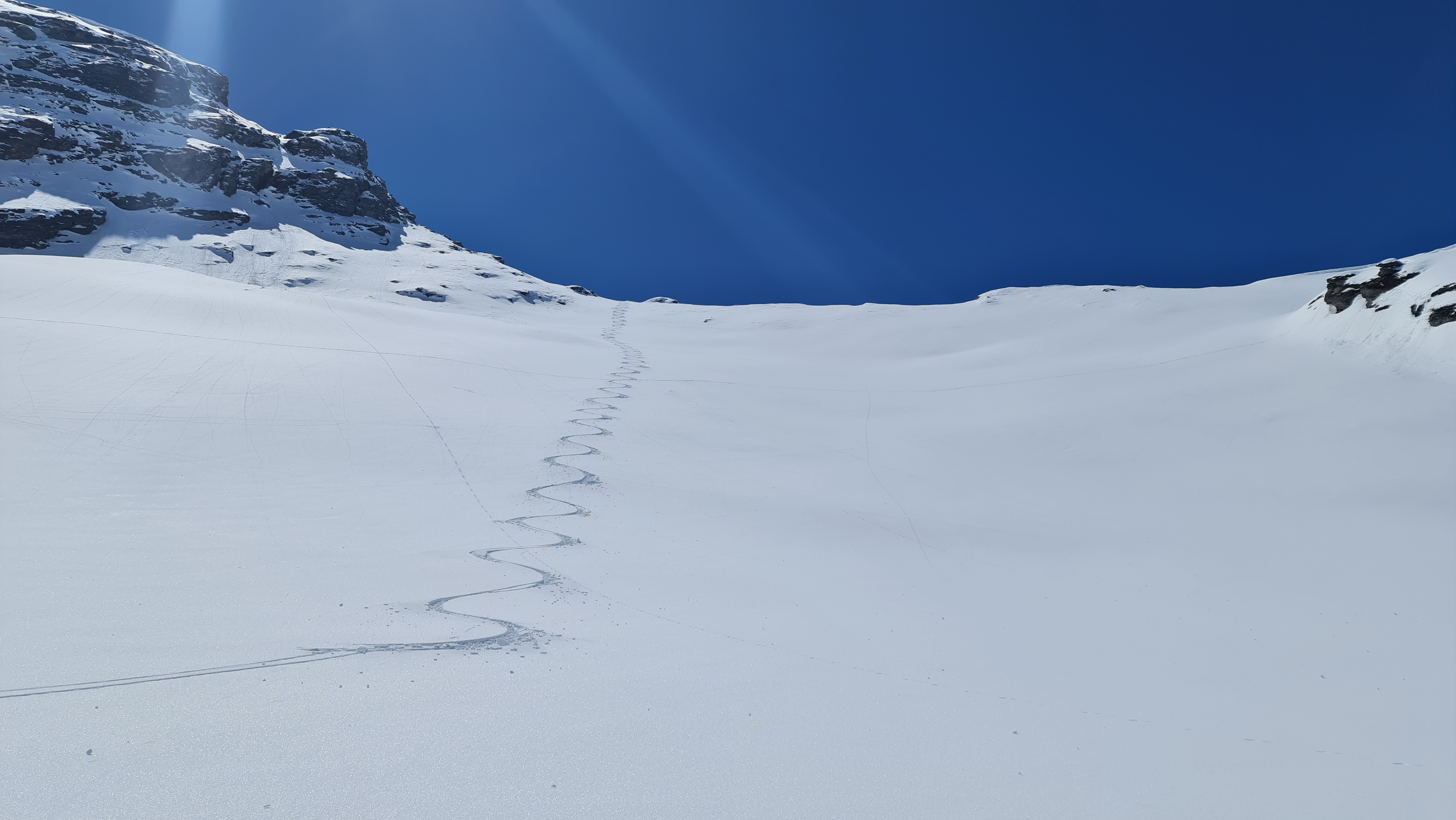
Abfahrt vom Tscheischhorn Richtung Pürder Alpa.
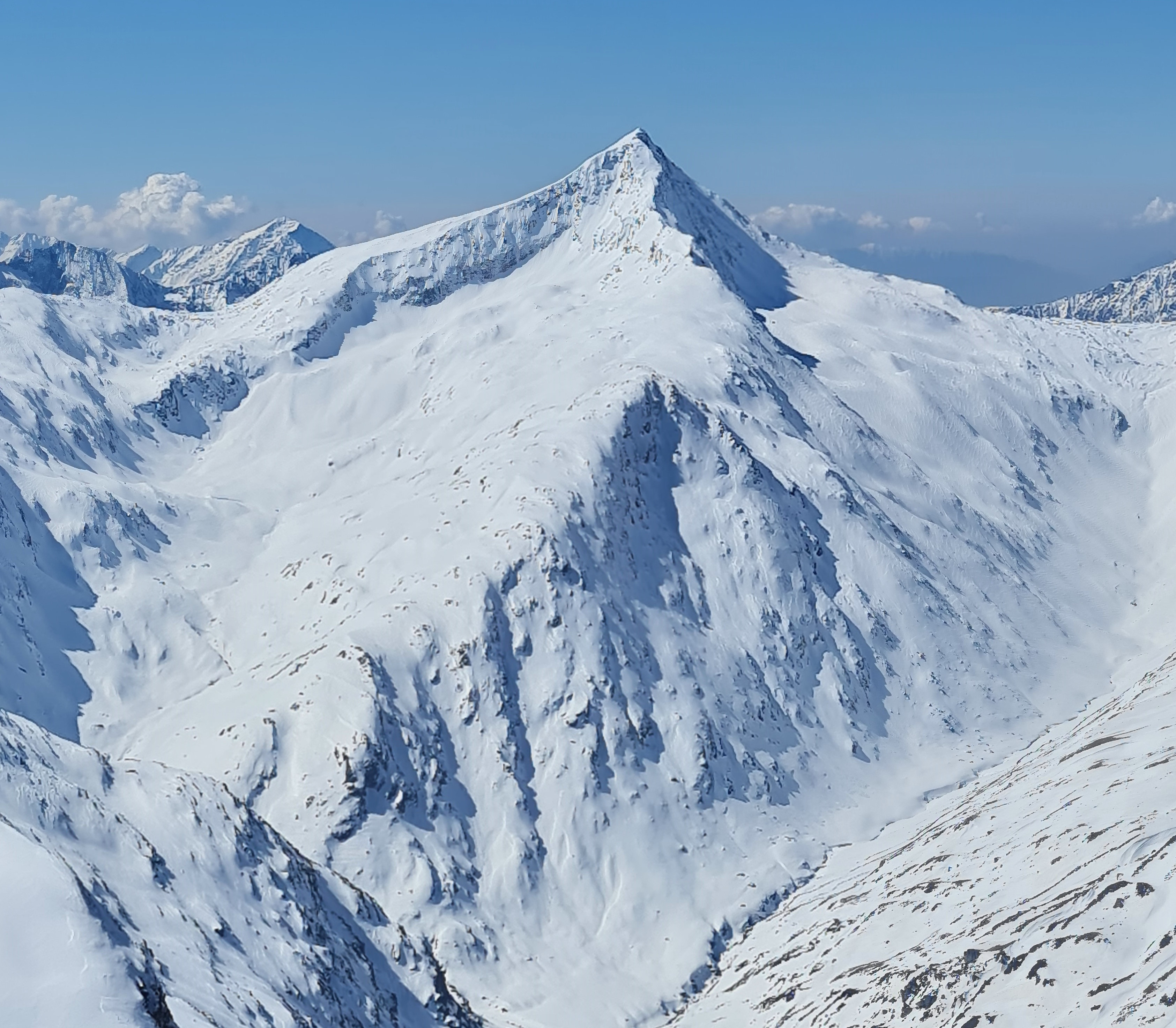
Blick nach Süden zum Pizz Gallagiun.
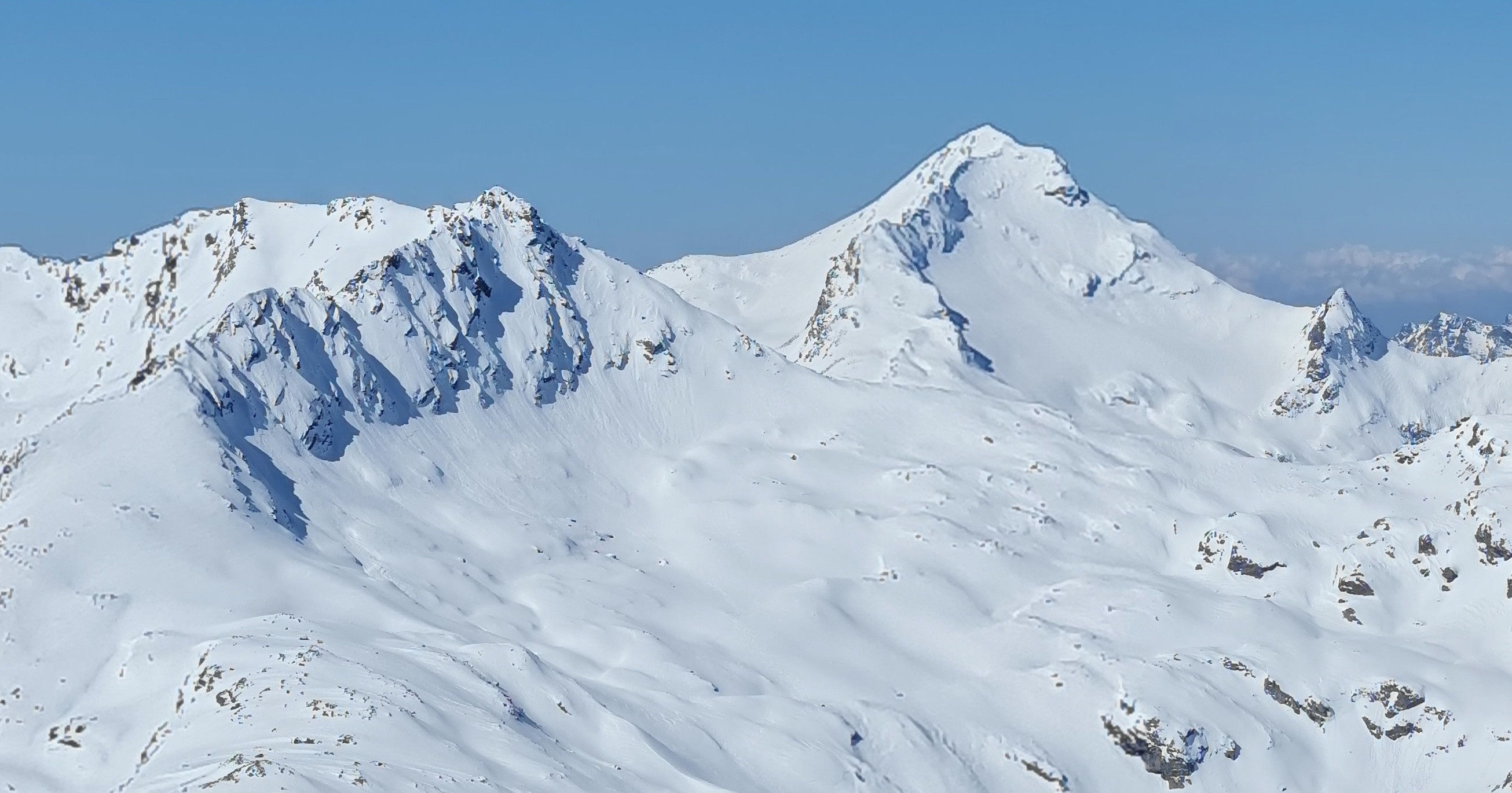
Blick nach Südwesten zu Piz Bles (l.) und Pizzo Stella.
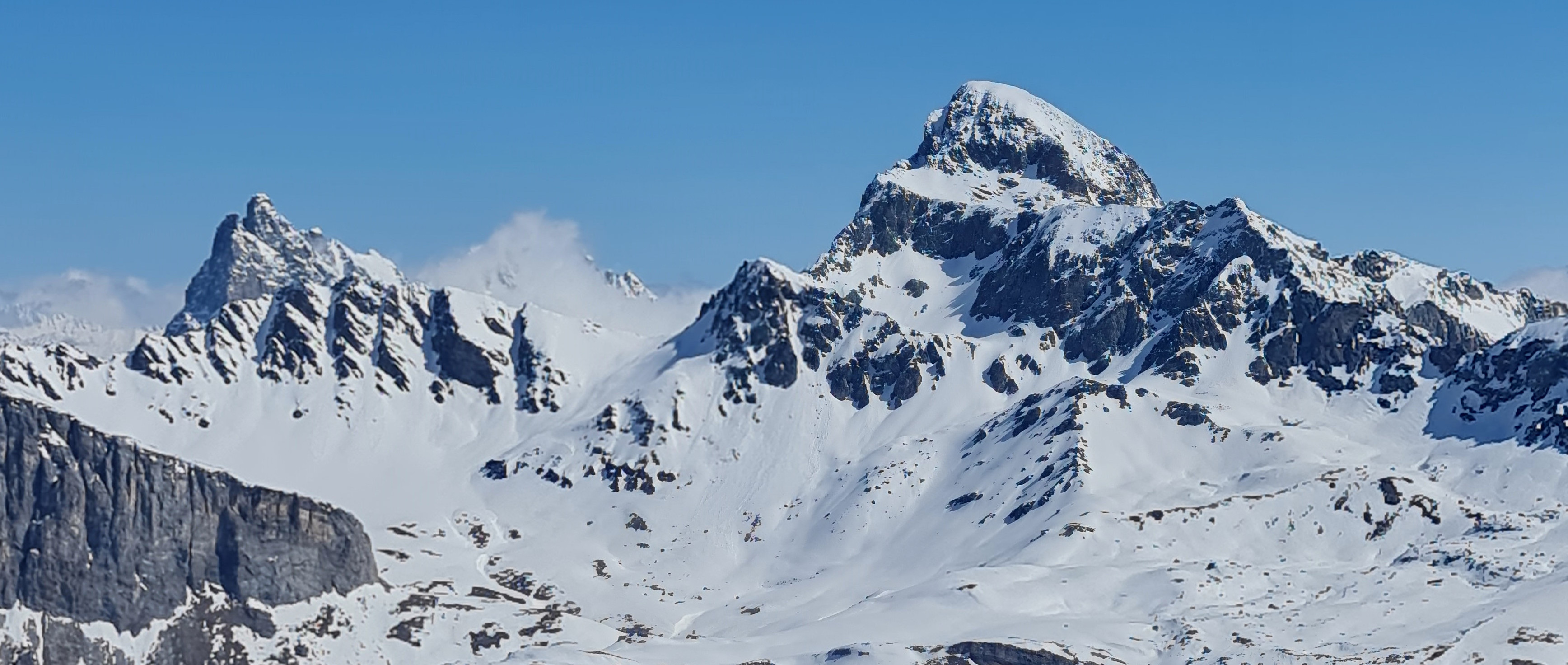
Blick nach Nordosten zu Piz Forbesch (l.) und Piz Platta.